# Họ Trảu
Họ Trảu (danh pháp khoa học: Meropidae) là một họ chim thuộc bộ Sả, bao gồm 3 chi và 30 loài. Hầu hết các loài thuộc họ Trảu phân bố ở châu Phi và châu Á, một số ít có ở Nam Âu, Australia và New Guinea. Chúng có bộ lông sặc sỡ đặc trưng, thân mảnh mai và lông đuôi dài. Họ này có 26 loài.Tất cả các loài đều có mỏ dài hướng xuống  và cánh dài từ trung bình đến dài, đầu có thể nhọn hoặc tròn. Bộ lông của con đực và con cái thường giống nhau.
Các loài trong họ Trảu chủ yếu ăn côn trùng, đặc biệt là ong. Kiến, ong và ong bắp cày chiếm từ 20% đến 96% khẩu phần ăn của chúng.
Chim trảu vô hiệu hóa nọc độc của các loài côn trùng bằng cách liên tục đánh và ma sát côn trùng trên bề mặt cứng. Đáng chú ý là chim trảu bắt mồi khi bay và không ăn côn trùng khi chúng ở mặt đất.

## Hình ảnh

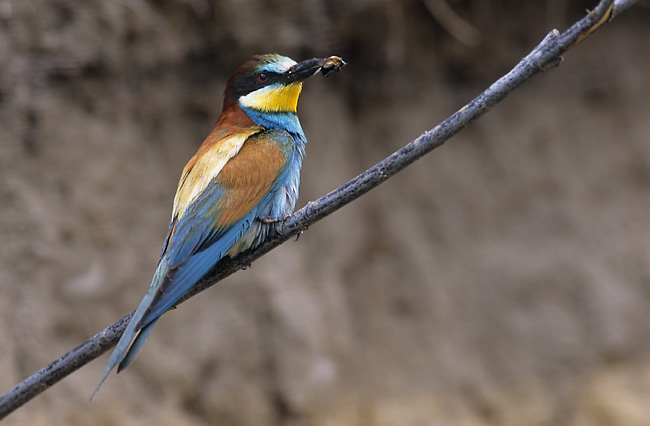
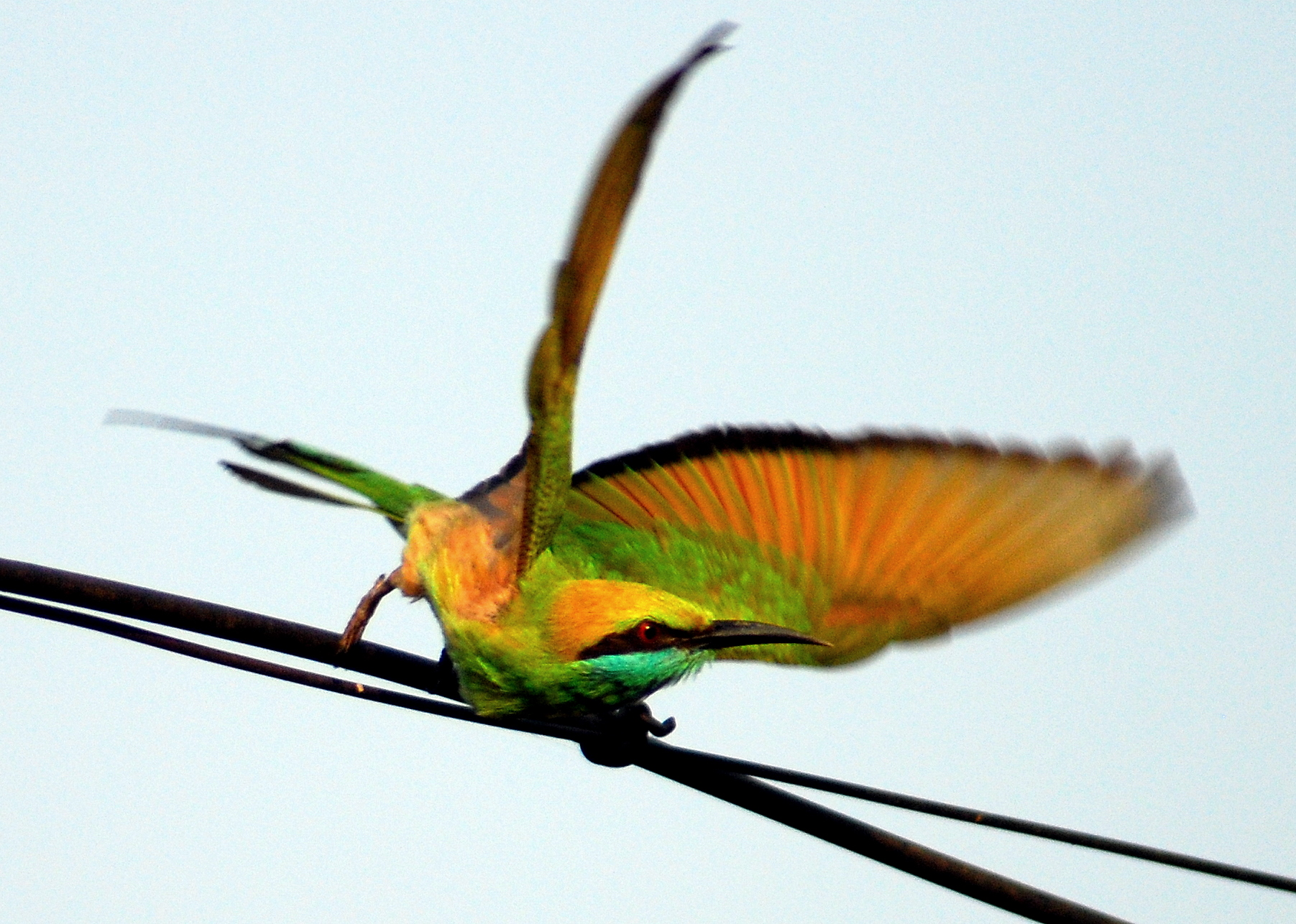
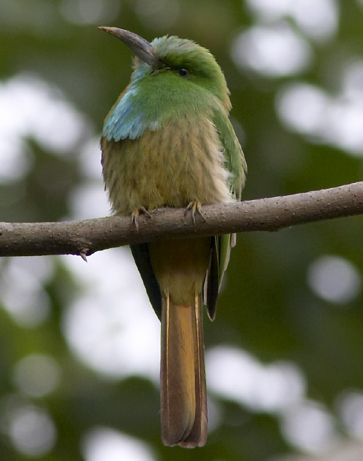
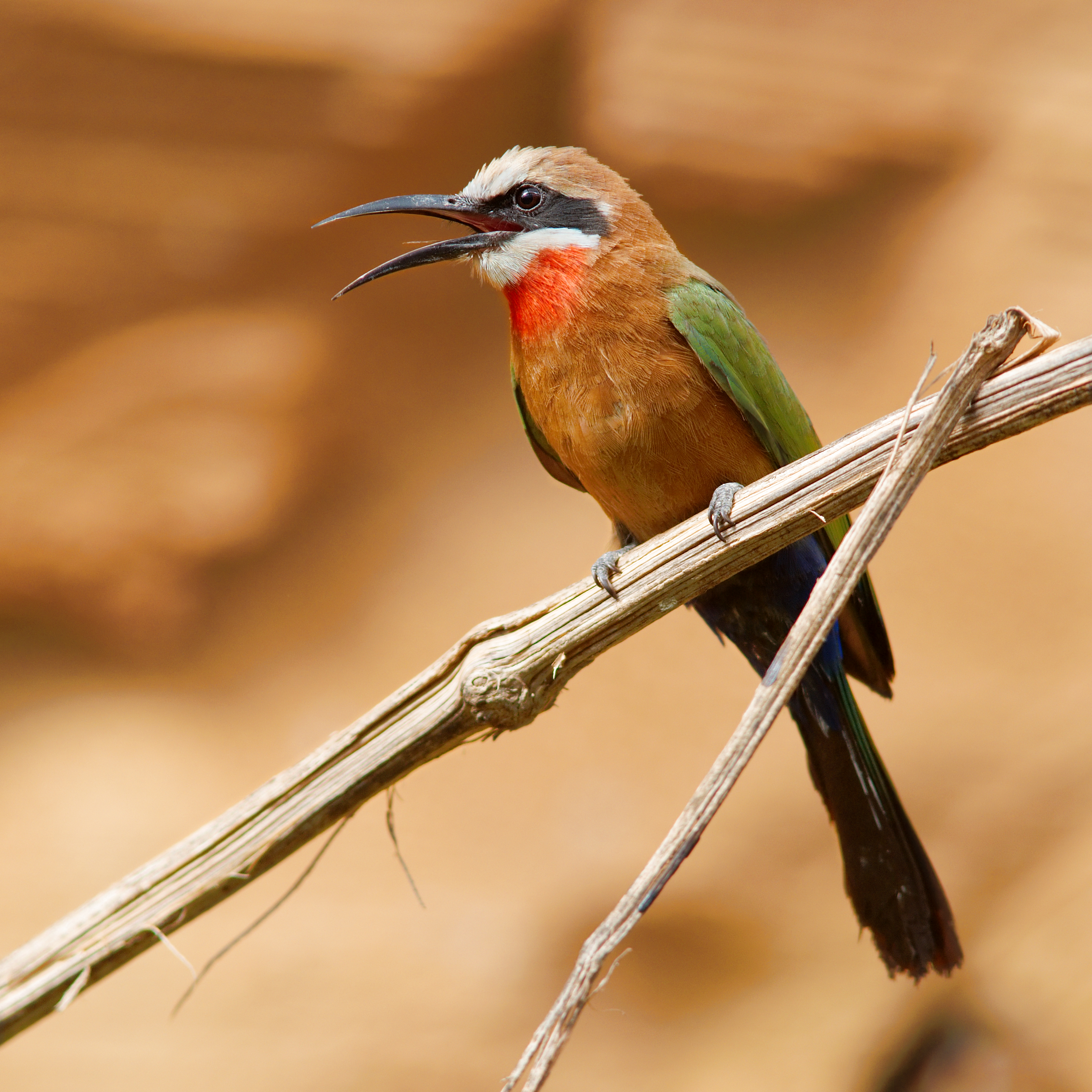

## Phân loại
- Chi: Nyctyornis
  - Nyctyornis amictus
  - Nyctyornis athertoni
- Chi: Meropogon
  - Meropogon forsteni
- Chi: Merops (Chi Trảu)
  - Merops pusillus
  - Merops persicus
  - Merops orientalis
  - Merops albicollis
  - Merops hirundineus
  - Merops philippinus
  - Merops gularis
  - Merops muelleri
  - Merops bulocki
  - Merops bullockoides
  - Merops variegatus
  - Merops oreobates
  - Merops breweri
  - Merops revoilii
  - Merops boehmi
  - Merops viridis
  - Merops superciliosus
  - Merops ornatus
  - Merops apiaster
  - Merops leschenaulti
  - Merops malimbicus
  - Merops nubicus
  - Merops nubicoides

## Thư viện ảnh
- Nyctyornis amictus
- Merops orientalis
- Merops hirundineus
- Merops philippinus
- Merops apiaster
- Merops ornatus
- Merops pusillus